# Альтернатива для Німеччини

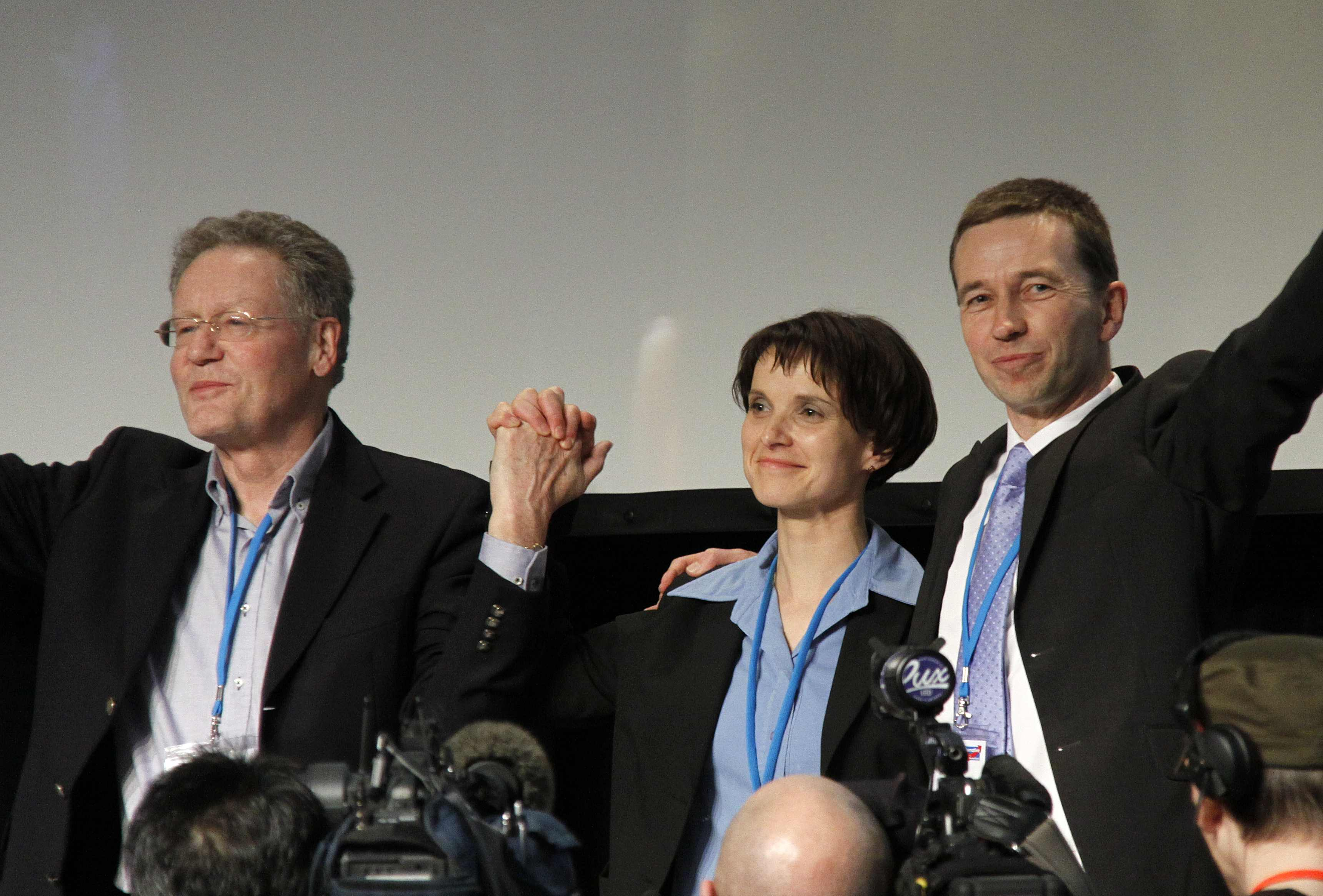
К.Адам, Ф.Петрі, Б.Луке (зліва направо, квітень 2013)

Альтернатива для Німеччини (АдН) (нім. Alternative für Deutschland, AfD) — націоналістична та право-популістська політична партія Німеччини. Основна ідеологія партії спрямована проти євроінтеграції та проти імміграції іноземців.
2 травня 2025 року Федеральне відомство з охорони конституції ФРН визнало німецьку партію правоекстремістською.

## Передісторія
Партія заснована 6 лютого 2013 на хвилі єврокризи як партія єврокритиків. Набула значної популярності як найжорсткіший та найпослідовніший критик політики уряду А. Меркель у справі прийому в країні нелегальних мігрантів з країн Близького Сходу та Африки зі статусом «сирійських біженців».

## Фінансування Кремлем
Під час заснування партії і пізніше від німецьких політичних оглядачів не було таємницею, що ця партія майже відкрито фінансується Кремлем. Окрім традиційної підтримки вірних сателітів-прихильників Москви у лівому політичному спектрі Німеччини ще з часів існування СРСР, а саме партію «Лівих» (колишня СЄПН) — кремлівські стратеги створюють по всій Європі праворадикальні партії на кшталт французького Фронту Національ Марін Ле Пен та німецької АдН. У німецькому політикумі АдН вже відкрито називають «маріонетками Москви»

## Політичний курс та орієнтація
На початку створення партії німецькі ЗМІ часто називали її «партією антиєвро» або «єврокритичною партією». Консерватори та критики з центристського політичного спектру Німеччини називають ідеологію АдН «популістською», критики зліва навпаки — вважають її консервативною.
Згодом керівництво партії в особі Бернда Луке закинуло «авторитарний стиль правління», багато активних членів часу створення партії почали масово виходити з її лав, звинувачуючи керівництво у правому популізмі.
Внутрішні критики, які себе зараховують до ліберального крила партії, вже значний час закидають Б.Луке «право-націоналістичний курс» та «фундаменталізм». Так, юрист Герман Берендт, який фактично сам призначив себе «керівним комісаром» у Нордрейн-Вестфальському відділенні партії, 2012 року видав книгу «Мандатна демократія», у якій з-поміж іншого закликає до скасування права найманих робітників на звільнення за власною ініціативою та права на страйк.
Партія займає антиіммігрантські та антиісламські позиції, і деякі її лідери неодноразово робили заяви, які багато хто визнав екстремістськими. Програма партії вимагає заборонити будівництво мінаретів, а також заявляє, що іслам не сумісний із німецькою культурою. «Ісламу немає місця в Німеччині», — йдеться в програмі.
Її верхівку спочатку складали професійні економісти, які виступали за поетапне повернення до німецької марки та скасування програм допомоги іншим країнам єврозони. Але починаючи з 2014 року партія зазнала кризи й розкололася, частина її засновників на чолі з Берндом Луке покинула її лави.
Партія висловлює занепокоєння багатьох виборців напливом мігрантів і біженців.
Деякі німецькі часописи вважають, що партія перетворилася на «збіговисько расистів, правих націоналістів та правих екстремістів».
2019 року Поггенбург заснував нову ультраправу партію Aufbruch deutscher Patrioten — Mitteldeutschland («Світанок німецьких патріотів», AdP), яка планувала восени 2019 року висунути кандидатів на державні вибори в Саксонії, Тюрингії та Бранденбурзі. У серпні 2019 року засновник партії Поггенбург покинув АдП, оскільки його внутрішній заклик підтримати ПС на майбутніх державних виборах восени був відхилений. Партію розкритикували, коли та заявила, що використовуватиме логотип із синьою волошкою — символом, асоційованим з антисемітським рухом Шконера, який також використовувався забороненими австрійськими нацистами в 1930-х роках до «Аншлюсу» 1938 року, який об'єднав Австрію з нацистською Німеччиною. Поггенбурга в минулому критикували за те, що він використовував вирази, що використовувалися в Німеччині за нацистських часів.

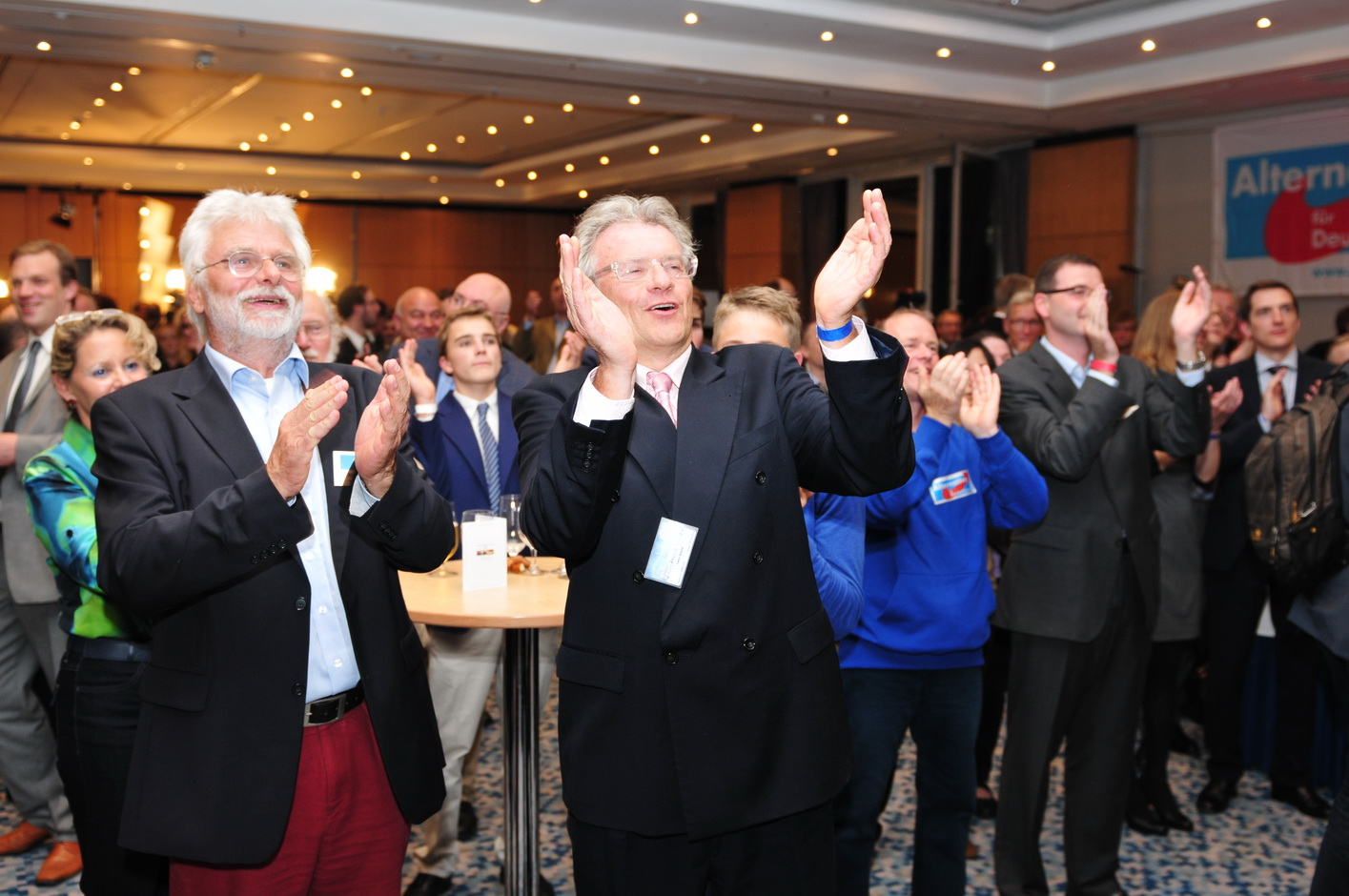
Альтернатива для Німеччини 2013 року

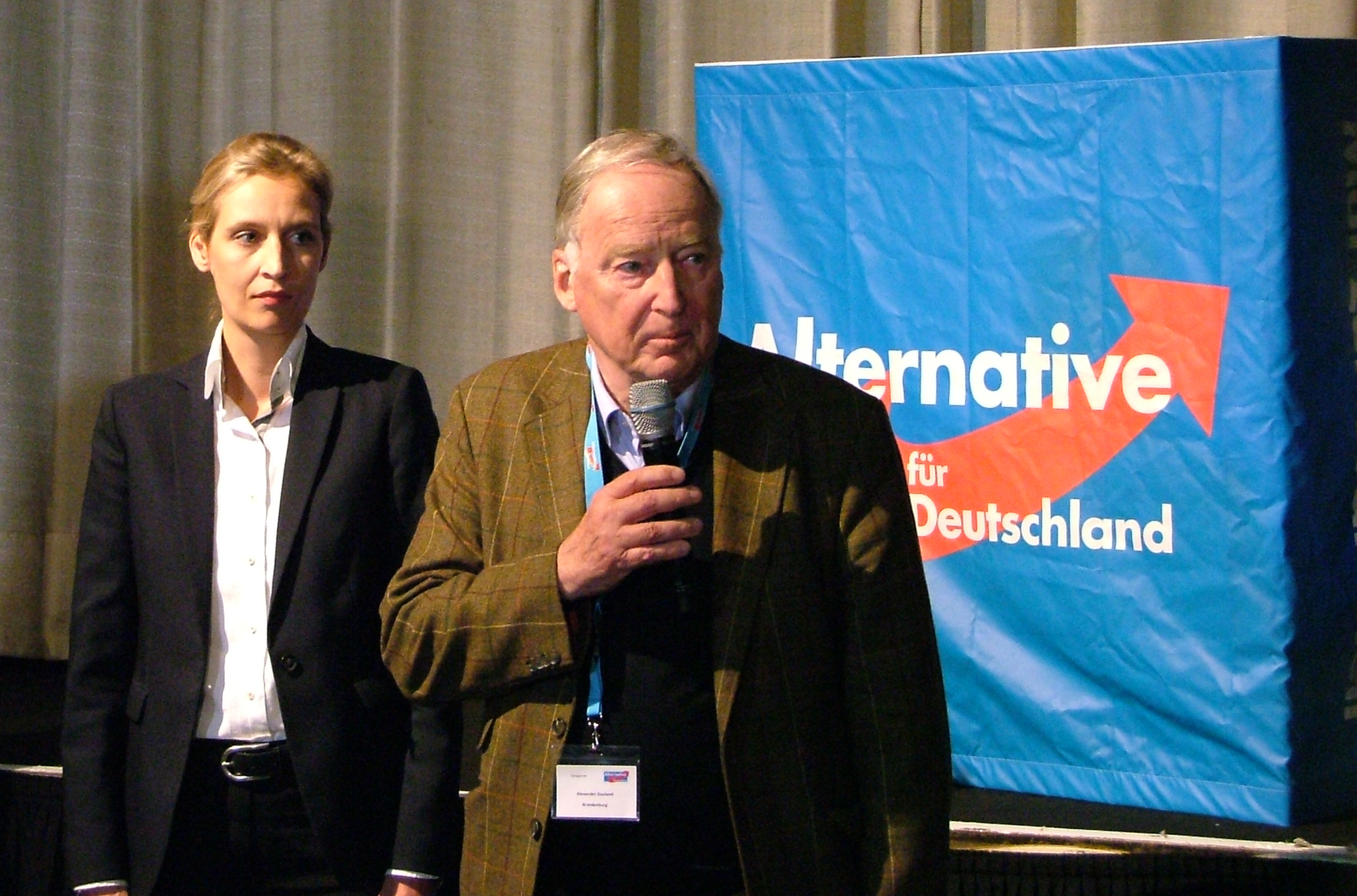
Аліс Вайдель та Александр Гауланд в квітні 2017

### Конкретні цілі
Партія „Альтернатива для Німеччини“ збирається подолати передбачений законом 5 % ліміт та увійти в Бундестаг з вимогою скасувати євро. На першому з'їзді 14 квітня 2013 засновник нового політичного об'єднання Бернд Луке заявив, що головною метою партії стане ліквідація єврозони в її нинішньому вигляді. За його словами, запровадження загальноєвропейської валюти було історичною помилкою, яку необхідно виправити.
Але на загальнонімецьких виборах 2013 АдН вдалося набрати лише 4,7 відсотків голосів і таки чином партія не потрапила до Бундестагу.
За інформацією видання „Bild“, партії запропонували фінансування Росії, а її партійні лідери підтримують тісні контакти з російськими діячами, але в самій партії співпрацю з російськими політичними партіями, організаціями або кредитними інститутами заперечили.
У зовнішній політиці керівники партії вважають за взірець Отто фон Бісмарка.

## Позиція щодо російсько-української війни
Після початку Європейської революції в Україні восени 2013 й особливо після початку агресії Росії проти України навесні 2014, керівників партії неодноразово помічали у відверто проросійських та антиукраїнських висловлюваннях. 3 лютого 2018 року прибула делегація восьми членів партії до окупованого Криму. Член фракції „Альтернативи для Німеччини“ в Бундестазі Гансйорг Мюллер, а також один із трьох заступників федерального голови партії Георг Пацдерскі критикували цю поїздку.
У березні 2019 року лідер партії Олександр Гауланд в інтерв'ю російській газеті „Комсомольська правда“ заявив, що вони вважають війну на Донбасі внутрішньою справою України, і що Німеччина не повинна вплутуватися у внутрішні справи України чи Росії. Він також зауважив, що їхня партія проти західних санкцій, запроваджених проти Росії.
Депутат Берліну від АдН, Гуннар Ліндман, відкрито підтримує російську агресію — поширюючи фейки, відкрито освячуючи свої поїздки до окупованого Криму та ОРДЛО, а також залишаючи образливі коментарі під офіційними сторінками органів влади України у соціальній мережі Twitter.

### Консультації з Росією
Перші особи партії 26 листопада 2014 побували в російському посольстві в Берліні й не приховували бажання надалі продовжити консультації з російськими дипломатами. Протягом двох годин вони радилися зі спеціальним посланцем Росії Олегом Красницьким щодо ставлення партії AfD до антиросійських санкцій в Європі та кризи в Україні. Російські дипломати запропонували німецьким політикам постійний „стратегічний консалтинг“ та „регулярний конструктивний обмін інформацією“.
Чутки про те, що росіяни намагаються впливати на партію через її магазин торгівлі золотом або через приватні кредити функціонерам партії, керівництво AFD відхилило. „Ми бажаємо довести до парторганізацій районного рівня, що цього не відбудеться“.
Це був далеко не перший візит керівників партії до російського посольства. Так, наприклад, у вересні 2014 там побував віцеголова партії Александер Гауланд (Alexander Gauland). Після чого журналісти та оглядачі запитували: „А що йому там було треба?“

### Після повномасштабного вторгнення
У вересні 2024 року лідер партії Тіно Хрупалла заявив про необхідність відновлення газопроводів „Північний потік 1 і 2“.
У листопаді 2024 року партія запропонувала вихід з ЄС, Паризької кліматичної угоди, єврозони, а також закликала до посилення законів про аборти, припинення економічних санкцій проти Росії та повторного введення в експлуатацію російського газопроводу „Північний потік“.

## Кількість членів партії
| 2013 | 17,687 |
| 2014 | 20,728 |
| 2015 | 16,385 |
| 2016 | 26,409 |
| 2017 | 29,000 |
| 2018 | 33,500 |
| 2019 | 35,000 |
| 2020 | 32,000 |

## Чисельність депутатів у Бундесраті (федеральний парламент) ФРН
23 лютого 2025 року в Німеччині відбудуться дострокові вибори до Бундестагу (парламенту) Німеччини. Відповідно до результатів виборів вперше у своїй історії політична партія „Альтернатива для Німеччини“ зайняла друге місце на парламентських виборах та отримала 20,8 % відсотків голосів.
На цих виборах партія здобула перемогу на виборах у землях колишньої Східної Німеччини, що підкреслило тривалі розбіжності, які існують з об'єднання країни. За прогнозами, партія отримала 34 % голосів на сході Німеччини, що складається з п'яти земель і східної половини Берліна, а найвищий результат вони отримали, у прикордонному з Польщею місті Гьорліц, в цьому місті вони набрали 46,7 % голосів.

## Засновники та керівники партії
Партія поки що не має голови партії та генерального секретаря. На своєму першому установчому з'їзді на загально-національному рівні 14 квітня 2013 був обрана Президія у складі з 10 членів та група з трьох лідерів (офіційний статус „речники партії“):
Колишні
- Бернд Луке (нар. 1962) — економ, професор макроекономіки Гамбурзького університету, колишній член ХДС — покинув партію 2015 року й почав створювати іншу політичну організацію
- Конрад Адам (нар. 1942) — журналіст, публіцист і філософ (д-р наук), лауреат національної „Премії німецької мови“ (2009)
- Фрауке Петрі (нар. 1975) — німецька вчена-хімік (д-р наук), підприємець, лауреат Саксонської премії (2011), кавалер Ордену Хрест за заслуги (2011). Покинула керівництво партії в квітні 2017
- Йорґ Мойтен (нар. 1961) — співголова партії, проф. економіки, лідер франції АдН в Ландтагу федеральної землі Баден-Вюртемберг. Покинув партію у січні 2022 року[45].
- Александер Ґауланд (нар. 1941) — юрист, колишній член керівництва ХДС в Гессені, голова відділення партії в землі Бранденбург. Критики вважають його найпершим у Німеччині, після Герхарда Шрьодера, другом Володимира Путіна
- Б'йорн Гокке (нар. 1972) — голова франкції АдН в Ландтагу федеральної землі Тюрингія, відомий своїми неонацистськими висловлюваннями, антисемітизмом та позицією за вихід Німеччини з НАТО

Сучасний
- Тіно Хрупалла (нар. 1975) — політик, член Бундестагу з 2017 року. Лідер партії з 2019 року (до січня 2022 року — із Йорґом Мойтеном).

## Наукова рада
1-й з'їзд обрав склад наукової ради:
- д-р Йоахим Штарбати (Joachim Starbatty), голова ради — професор національної економіки (Тюбінгенський університет)
- д-р Йорн Крузе (Jörn Kruse) — професор національної економіки (Гамбурзький університет)
- д-р Гельґа Люккенбах (Helga Luckenbach) — професор національної економіки (Гіссенський університет)
- д-р Дірк Маєр (Dirk Meyer) — професор національної економіки (Гамбурзький університет)
- д-р Роланд Фаубель (Roland Vaubel) — професор національної економіки (Університет Мангайм)